# Bernried
For the town ở huyện Weilheim-Schongau, see Bernried am Starnberger See.
Bernried là một đô thị ở huyện Deggendorf bang Bayern nước Đức. Đô thị Bernried có diện tích 39,47 km², dân số thời điểm ngày 31 tháng 12 năm 2006 là 4925 người.